# Typhlamphiascus accraensis
Typhlamphiascus accraensis är en kräftdjursart. Typhlamphiascus accraensis ingår i släktet Typhlamphiascus och familjen Diosaccidae. Inga underarter finns listade i Catalogue of Life.